# William "Bill" Phillips
William "Bill" Phillips, alternativnamn Bill Phillips och William Phillips, född 1 juni 1908 i Washington, D.C., död 27 juni 1957 i Los Angeles, kalifornien, var en amerikansk skådespelare.

## Filmografi i urval
- 1941 – Vingar ovan molnen (ej krediterad)
- 1944 – En man i ledet
- 1944 – 30 sekunder över Tokio
- 1945 – Det dolda ögat
- 1945 – Abbott och Costello i Hollywood
- 1946 – Harvey Girls
- 1946 – Efter regn kommer solsken
- 1947 – Prärie
- 1948 – Mannen från Colorado
- 1948 – De tre musketörerna (ej krediterad)
- 1949 – Easy Living
- 1949 – New York dansar (ej krediterad)
- 1951 – Ung soldat (ej krediterad)
- 1951 – Polisstation 21
- 1952 – Sheriffen (ej krediterad)
- 1952 – Illusionernas stad (ej krediterad)
- 1955 – Öster om Eden (ej krediterad)
- 1956 – Hämndens stad
- 1956 – Första kulan dödar